# Lyndon Station (Wisconsin)
Lyndon Station es una villa ubicada en el condado de Juneau en el estado estadounidense de Wisconsin. En el Censo de 2010 tenía una población de 500 habitantes y una densidad poblacional de 96,91 personas por km².

## Geografía
Lyndon Station se encuentra ubicada en las coordenadas 43°42′33″N 89°53′41″O / 43.70917, -89.89472. Según la Oficina del Censo de los Estados Unidos, Lyndon Station tiene una superficie total de 5.16 km², de la cual 5.16 km² corresponden a tierra firme y (0%) 0 km² es agua.

## Demografía
Según el censo de 2010, había 500 personas residiendo en Lyndon Station. La densidad de población era de 96,91 hab./km². De los 500 habitantes, Lyndon Station estaba compuesto por el 96.6% blancos, el 0.2% eran afroamericanos, el 0.4% eran amerindios, el 0.2% eran asiáticos, el 0% eran isleños del Pacífico, el 1.6% eran de otras razas y el 1% pertenecían a dos o más razas. Del total de la población el 3.2% eran hispanos o latinos de cualquier raza.